# 陀思妥耶夫斯基博物馆

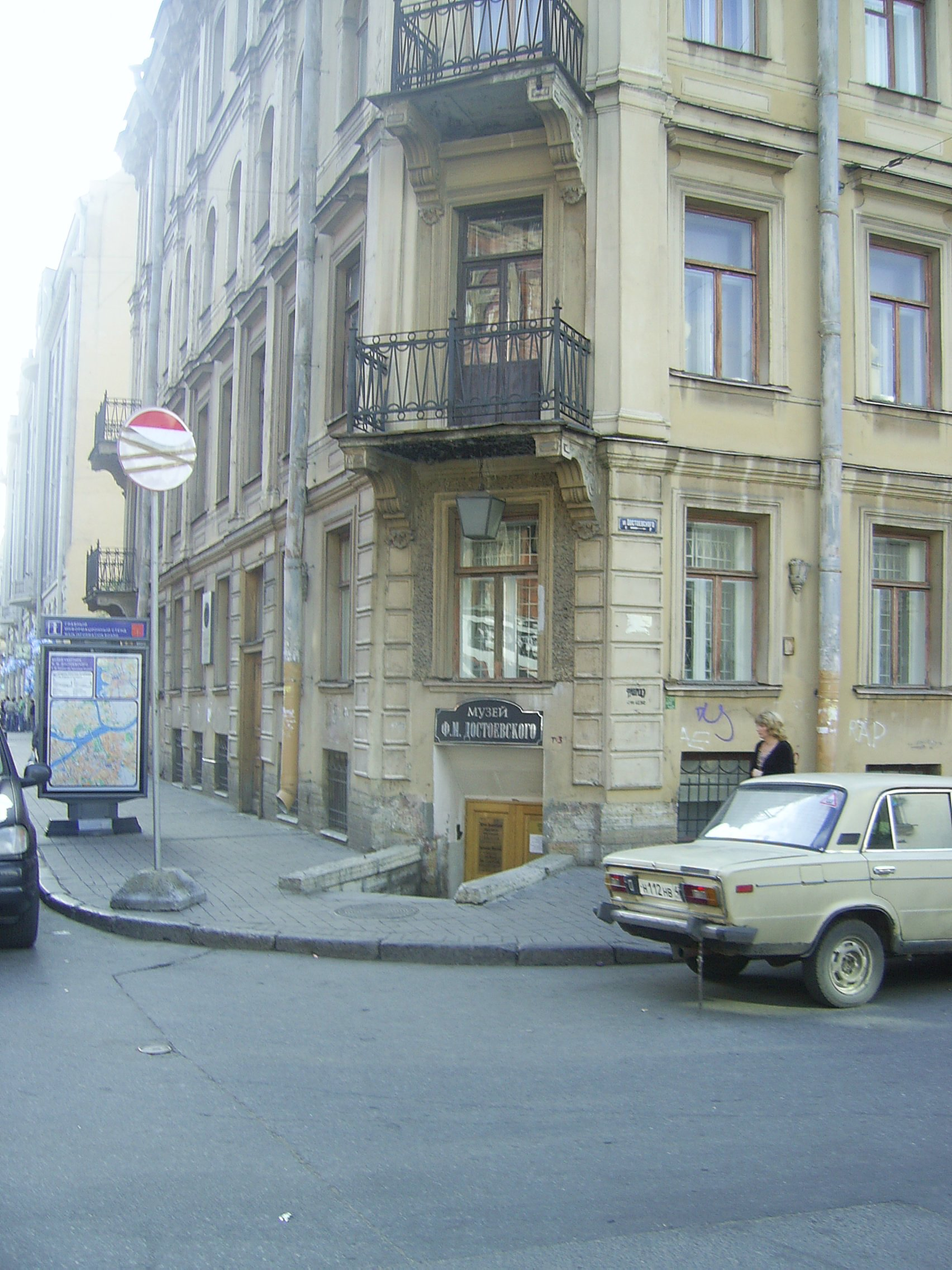
陀思妥耶夫斯基博物馆

陀思妥耶夫斯基文学纪念博物馆（俄语：Государственный Литературно-мемориальный музей Ф. М. Достоевского：英语：F. M. Dostoyevsky Literary Memorial Museum）位于圣彼得堡锻造巷（Kuznetsjny Pereulok）5号、陀思妥耶夫斯基街（Dostoevskogo Ulitsa）2号的拐角处，于1971年11月12日在这位著名作家的故居开放。
費奧多爾·米哈伊洛維奇·陀思妥耶夫斯基在一生中曾有两次住在这个公寓：第一次是在1846年，他的作家生涯之初；第二次从从1878年10月直到1881年1月去世。 在这所公寓，他创作了一些著名作品，包括《雙重人格》（1846年）和 《卡拉馬佐夫兄弟》（1880年)。 后来根据他的妻子和朋友们的回忆，重建了公寓。。
陀思妥耶夫斯基博物馆包括以下几个部分：
- 作家纪念公寓 – 博物馆的中心部分
- 文学展览，致力于作家的传记和创作
- 展览厅，用于当代艺术展览
- 剧院，其中白色剧院展示表演，以及博物馆的合作剧院：木偶剧院、塔科伊剧院，以及其他当地、国家和国际剧院。

多年来，博物馆的藏品已增加了许多倍。目前包括了大量的图形和应用艺术以及照片。博物馆的图书馆收藏了约 24，000 卷手稿。由于参观者、博物馆的朋友和陀思妥耶夫斯基学者赠送的礼物，藏品还在继续增长。
每年11月，博物馆都会举办国际学术会议“陀思妥耶夫斯基与世界文化”，并随会议记录出版同名期刊。
圣彼得堡的文化之旅包括这个博物馆，有一些特别侧重于陀思妥耶夫斯基。

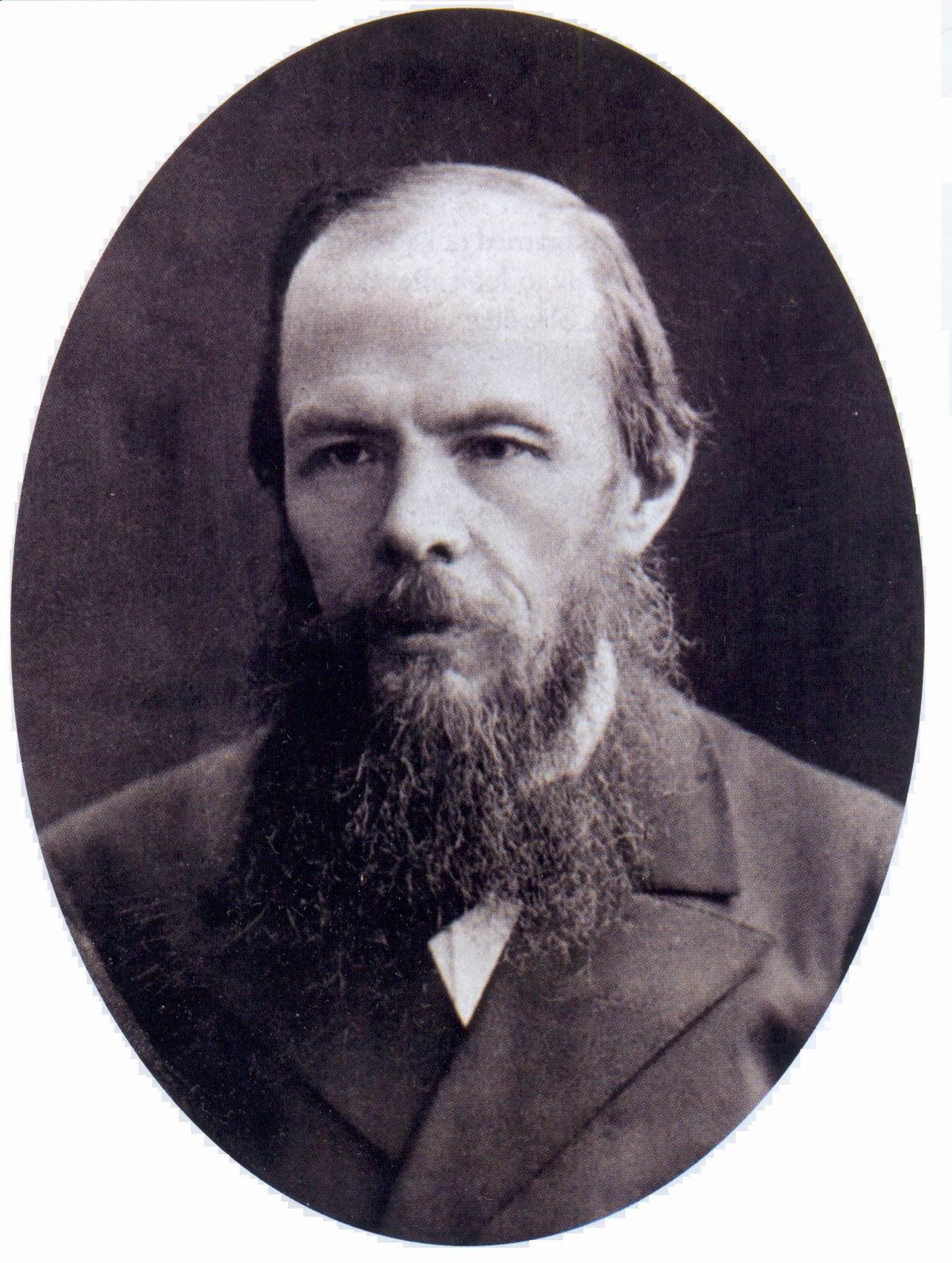
费奥多尔·米哈伊洛维奇·陀思妥耶夫斯基，1871年摄

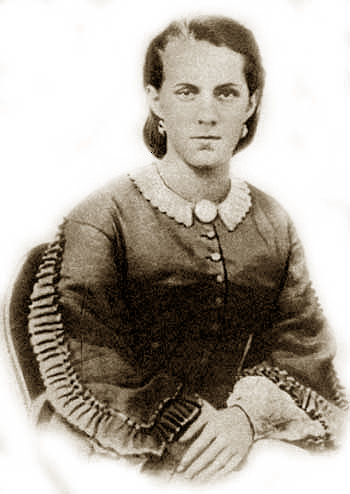
作家的第二任妻子——安娜·陀思妥耶夫斯卡娅